# عبد الكريم محمود إبراهيم
عبد الكريم محمود إبراهيم هو ضابط عسكري سوري شغل منصب رئيس هيئة الأركان العامة للجيش والقوات المسلحة السورية من عام 2022 إلى عام 2024.